# Lammets folk och Sions fränder
Lammets folk och Sions fränder är en psalm om kyrkan av Anders Carl Rutström. Den skrevs 1754. Versen "Tro och älska" skrevs senare, troligen 1767. Den publicerades ursprungligen i Sions Nya Sånger, där melodin finns i tryck i upplagan från 1857. Den finns också med i Pilgrimssånger, första samlingen. Texten bearbetades 1986 av Göran Almlöf.

## Publicerad i
- Sions Nya Sånger som nr 83 (5:e upplagan, 1863)
- Nya Pilgrimssånger 1892 som nr 499 under rubriken "Församlingssånger".
- Metodistkyrkans psalmbok 1896 som nr 390 under rubriken "Kristi kyrka".
- Herde-Rösten 1892 som nr 377 under rubriken "Frälsta skaror:"
- Segertoner 1930 som nr 390
- Sionstoner 1935 som nr 437 under rubriken "Nådens ordning: Trosliv och helgelse"
- Guds lov 1935 som nr 371 under rubriken "Förhållandet till vår nästa"
- Lova Herren 1988 som nr 263 under rubriken "Gemenskap i bön och Ordets betraktande".
- Psalmer och Sånger 1987 som nr 411 under rubriken "Kyrkan och nådemedlen - Kyrkan - församlingen".[2]
- Segertoner 1988 som nr 387 under rubriken "Den kristna gemenskapen - Församlingen".[1]